# Aert Jansse van Nes
Aert Jansse van Nes (Rotterdam, ged. 13 april 1626 - aldaar, 13 of 14 september 1693) was een Nederlandse marineofficier uit de 17e eeuw.

## Afkomst
Aert werd in 1626 te Rotterdam geboren als zoon van de marinekapitein Jan Jacobse van Nes de Jonge (bijgenaamd "De Jonge Boer Jaap") en gedoopt op 13 april. Hij was de kleinzoon van marinekapitein Jacob Jansen van Nes, de neef van Jan Jacobse van Nes de Oude ("De Oude Boer Jaap") met wie hij nog weleens verward wordt en de oudere broer van vice-admiraal Jan Jansse van Nes (1631-1680) en luitenant-ter-zee Cornelis Jansse van Nes. Aert zelf werd kennelijk ook de "Jonge Boer" genoemd, maar kreeg later in lofdichten de krijgshaftiger bijnaam "De Hollandse Ajax".

## Loopbaan
Aert ging op zijn elfde naar zee.
Bij het begin van de Eerste Engels-Nederlandse Oorlog van 1652-1653 had Van Nes zich opgewerkt tot schipper (de hoogste onderofficier) van een gewapende koopvaarder onder bevel van zijn vader. Op 23 augustus 1652 werd Van Nes door de Staten van Holland als directe vervanger van zijn overleden vader tot kapitein van de Gelderland benoemd, toen dat schip enige tijd door de Fransen geïnterneerd was in de haven van La Rochelle.
Hij vocht in de Driedaagse Zeeslag, de Zeeslag bij Nieuwpoort en de Slag bij Ter Heijde. Ook deed hij mee aan het ontzet van Danzig in 1656 en aan de expeditie tegen Portugal in 1657. Daarbij won hij twee 'prijzen', dat wil zeggen dat hij twee schepen buitmaakte.

### Samenwerking met De Ruyter
Tijdens de Noordse Oorlog vocht hij in 1658 en 1659 op de Wapen van Rotterdam tegen Zweden, waarbij hij zich onderscheidde tijdens de Slag in de Sont. In het voorjaar van 1661 voegde hij zich bij de Middellandsezeevloot. Op 3 maart 1662 werd hij bij afwezigheid benoemd tot schout-bij-nacht bij de Admiraliteit van de Maze te Rotterdam. In 1664, in de aanloop naar de Tweede Engels-Nederlandse Oorlog, deed hij op de Prinses Louise mee aan de beroemde strafexpeditie van Michiel de Ruyter tegen de Engelsen langs de kust van West-Afrika en vervolgens de oostkust van Amerika. Dit leidde, na wat bijgelegde aanvankelijke ruzies, tot een langdurige hechte vriendschap en samenwerking tussen de twee mannen. Beiden hadden een kalm karakter gemeen, maar terwijl de gewetensvolle De Ruyter vaak diep gebukt ging onder de zware last van zijn verantwoordelijkheid, bleef de schrandere Van Nes steeds optimistisch en stond altijd klaar om met een kwinkslag zijn melancholische bevelhebber het positieve van een situatie te laten zien. Toen De Ruyter in 1665 bevelhebber van 's-lands vloot werd, verkoos hij dan ook Van Nes als zijn tweede persoon. Dit was alleen mogelijk doordat Van Nes al tijdens zijn afwezigheid op 29 januari 1665 tot viceadmiraal benoemd was. Het kwam hem op de antipathie van luitenant-admiraal Cornelis Tromp te staan, die het al moeilijk kon verdragen dat hij zijn voorlopige bevelhebberschap niet had kunnen voortzetten en zich nog eens extra vernederd voelde dat hij ook voor het directe onderbevel gepasseerd werd. Van Nes zou ook bekend worden, doordat hij als viceadmiraal de eerste commandant was van de zware oorlogsbodem De Zeven Provinciën die gebouwd was in 1665, het latere vlaggenschip van opperbevelhebber De Ruyter. Op 24 februari 1666 (juliaanse kalender) volgde voor Van Nes de benoeming tot luitenant-admiraal van de Maze, nadat Tromp zich in januari naar de Admiraliteit van Amsterdam had laten overplaatsen.

### Vierdaagse Zeeslag
Tijdens de Vierdaagse Zeeslag bleek al meteen dat Van Nes ook als luitenant-admiraal de nodige capaciteiten bezat: toen in het midden van de tweede dag De Ruyter De Zeven Provinciën uit de slaglinie terugtrok voor reparaties nam Van Nes probleemloos de leiding over en dreef de Engelsen op de vlucht; hij bleef het bevel voeren tijdens de achtervolging totdat De Ruyter pas aan het eind van de derde dag de touwtjes weer in handen nam.

### Tweedaagse Zeeslag
Tijdens de Tweedaagse Zeeslag kreeg De Ruyter in de morgen van de tweede dag door de schijnbaar hopeloze situatie van de vloot een tijdelijke zenuwinzinking. Van Nes bleef rustig en nam de feitelijke leiding over totdat de kritieke toestand bij zijn superieur en de vloot voorbij was. Toen daarop De Ruyter voor ruim een half jaar ernstig ziek was, werd Van Nes tijdelijk opperbevelhebber van de vloot tot de Tocht naar Chatham. Toen De Ruyter alweer teruggekeerd was, sloeg hij nog tweemaal Engelse aanvallen met branders op de vloot af.

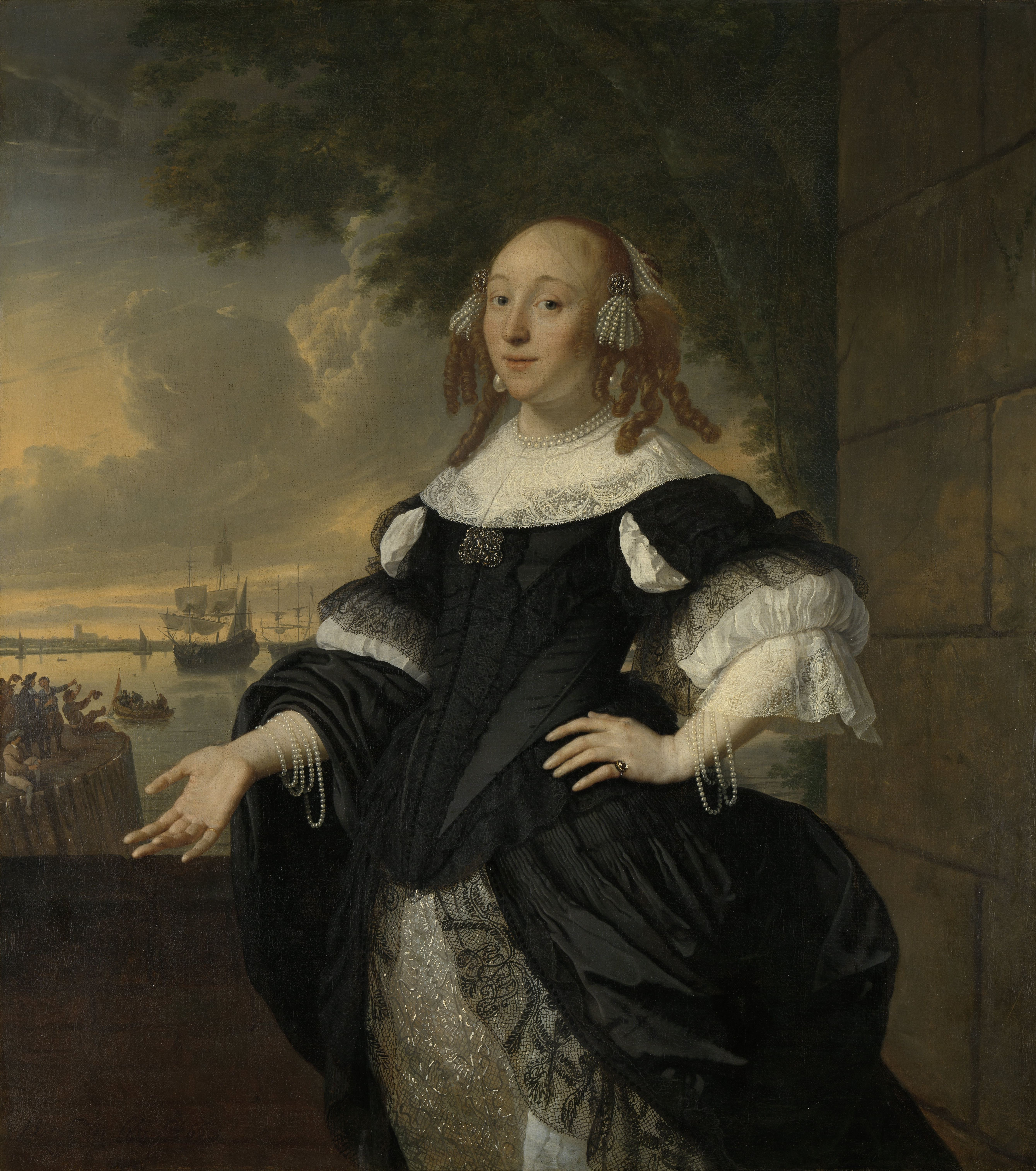
Geertruida den Dubbelde (Bartholomeus van der Helst, 1668)

In de vredesperiode hierna hertrouwde Van Nes met de veel jongere Geertruida den Dubbelde; er bestaat nog een beroemd pendant van beiden, geschilderd door Bartholomeus van der Helst met medewerking van Ludolf Bakhuysen voor de scheepstaferelen op de achtergrond. Hij kocht in 1668 een huis op de Spaansekade voor 15.150 guldens.

### Eskadercommandant
In de Derde Engels-Nederlandse Oorlog kreeg Aert van Nes een nog belangrijker positie: De Ruyter liet het commando van het eskader waarin zijn vlaggenschip verbleef nu permanent in handen van Van Nes die op de nieuwe Eendragt voer. Hierdoor wordt het wat moeilijk om te bepalen aan wie de briljante manoeuvres tijdens de Eerste Slag bij het Schooneveld of de Slag bij Kijkduin precies moeten worden toegeschreven. Als beloning voor zijn optreden tijdens de Slag bij Solebay werd hem een rentebrief toegekend. In de winter van 1673 had hij het bevel over de landverdediging van Rotterdam tegen de Fransen.

## Pensioen
Na 1674, toen hij tijdens een aanval op Frankrijk een conflict had met de Zeeuwse luitenant-admiraal Adriaen Banckert, bleef Van Nes aan wal; de marine werd verwaarloosd en het nieuwe regime van stadhouder Willem III van Oranje-Nassau wilde de rol van zeehelden in het algemeen en van de politiek wat onbetrouwbaar geachte Van Nes in het bijzonder, zoveel mogelijk beperken tot die van levende legende. Hij werd gepensioneerd in april 1693 met behoud van wedde. Van Nes zou vooral de geschiedenis ingaan als een der weinige Nederlandse zeehelden die de bloedbaden tijdens de zeeslagen tegen de Engelsen van de Eerste, Tweede en Derde Engels-Nederlandse Oorlog en de Hollandse Oorlog tegen de Fransen overleefde en gewoon thuis in bed overleed. Hij stierf op 13 of 14 september 1693 en is begraven in de St.Laurenskerk te Rotterdam. Zijn eenvoudige graf — praalgraven waren voorbehouden aan hen die in de strijd sneuvelden — ging verloren door het Duitse bombardement van 1940.

## Marineschepen
Onder moderne marineschepen die zijn naam dragen zijn een torpedobootjager uit 1931, een fregat uit 1967 en een fregat uit 1992.

## Straatnamen
- Amsterdam kent een Aert van Nesstraat in de Spaarndammerbuurt.
- In 's-Hertogenbosch is een straat naar Aert van Nes vernoemd in de wijk De Kruiskamp.
- In de binnenstad van Rotterdam loopt de Aert van Nesstraat in het verlengde van de Meent van de Coolsingel westwaarts naar het Schouwburgplein.
- Capelle aan den IJssel, Haaksbergen en Vlaardingen en Zutphen kennen ook een Aert van Nesstraat.
- Baarn heeft een Van Neslaan in de Zeeheldenwijk
- Oegstgeest heeft in de Zeeheldenbuurt ook een Aert van Neslaan

- Biografisch Portaal: 98403275
- Gemeinsame Normdatei: 1027000908
- International Standard Name Identifier: 0000 0003 8329 2856
- Nederlandse Thesaurus van Auteursnamen: 271278005
- Virtual International Authority File: 268811768
- WorldCat: E39PBJxWR8BkMDBQJGC7gFKPQq